# 香川県立高松南高等学校
香川県立高松南高等学校（かがわけんりつ たかまつみなみこうとうがっこう）は、香川県高松市一宮町字兵宅に所在する公立の高等学校。

## 設置学科
- 普通科
- 生活デザイン科
- 環境科学科
2005年に施設園芸科と農業土木科（2007年閉科）を統合して発足した。
- 看護科
- 専攻科看護科
- 福祉科（2010年に新設）

## 沿革
- 1949年 - 香川県立香川農業高等学校と香川県立香川女子高等学校の統合により香川県立香川高等学校として発足。
- 1950年 - 昭和天皇の戦後巡幸に際し、校庭が一宮村奉迎場となった[3]。
- 1969年 - 香川県立高松南高等学校と改称。
- 2005年 - 環境科学科を設置、施設園芸科および農業土木科の生徒募集を停止。

## 部活動
- 四国の高校では珍しい水球部が有り、全国大会の常連となっている。この他、相撲部や女子ソフトボール部も全国大会の常連。
- 全国高等学校バスケットボール選抜優勝大会 女子出場1回

## 香南分校
本校はかつて香南分校（こうなんぶんこう）を有していた。「香南」とついていたが、香南町ではなく香川町（いずれも現在は高松市に合併）にあった。この場合の香南とは広く香川郡の南部という意味の地域名であり、香南町よりもこちらが先に名乗っている。1987年に同じ香川町内に香川県立香川中央高等学校が開校したため、同年より募集停止、1989年に閉校された。

### 所在地
- 香川県香川郡香川町大字川東下字東新開332番地（位置座標: 北緯34度14分19.6秒 東経134度1分39.3秒 / 北緯34.238778度 東経134.027583度）
  - 現在当地には百十四銀行空港口支店があり、同店の北側には記念碑がある。ただ、向きの関係などで碑文は読みづらい。
  - 敷地の一部が国道193号（空港通り）予定地にかかっていたため、川東地区以南の4車線化は本分校が閉校した1989年度に入るまで着工できず、同年12月の新高松空港開港には間に合わなかった。

### 沿革
- 1948年 - 香川県立香川農業高等学校川東分校として設置。定時制課程農業科・家庭科。
- 1949年 - 香川県立香川高等学校香南分校と改称。
- 1969年 - 香川県立高松南高等学校香南分校と改称。
  - この間、普通科を増設。農業科・家庭科を廃止。
- 1976年 - 全日制課程普通科を設置。定時制課程募集停止。
- 1979年 - 定時制課程廃止。
- 1987年 - 募集停止。
- 1989年 - 閉校。41年の歴史に幕を閉じる。

## アクセス
- 高松琴平電気鉄道琴平線一宮駅より徒歩8分。同駅は1987年に田村神社裏から本校グラウンド裏に移転した。

## 主な出身者
- 希善龍貴司（大相撲力士）
- 黒川俊博（サッカー選手・審判員）
- 豊島幸一（サッカー指導者）
- 野田大燈（曹洞宗の僧侶） ※定時制卒業
- 東原枝里（バレーボール選手）
- 古市尊（プロ野球選手）
- 増田侑希（ソフトボール日本代表）